# ESPN
ESPN, sigla para Entertainment and Sports Programming Network (Rede de Programação de Entretenimento e Esportes), é uma família de canais de TV por assinatura dos Estados Unidos dedicada à transmissão e produção de programas esportivos 24 horas por dia. Foi fundada por Scott Rasmussen e seu pai, Bill Rasmussen e lançada em 7 de setembro de 1979, sob a direção de Chet Simmons, que foi o primeiro presidente e CEO da rede (e depois se tornaria o primeiro comissário da United States Football League).
George Bodenheimer é o atual presidente da ESPN, um cargo que detém desde 19 de novembro de 1998; desde 3 de março de 2003, ele também é o chefe da divisão esportiva da ABC, que foi renomeada como ESPN on ABC (ainda que a divisão esportiva da ABC tenha legalmente uma existência separada). O programa símbolo da emissora, o SportsCenter, estreou junto com a emissora e levou ao ar sua 30.000ª exibição em 11 de fevereiro de 2007.
A ESPN transmite primariamente a partir de seus estúdios em Bristol, Connecticut; também operando a partir de escritórios em Charlotte, San Francisco e Los Angeles, tendo os escritórios de Los Angeles suas funções iniciadas em 2009. O canal está disponível em mais de 100 milhões de lares nos Estados Unidos e mais de 150 países e territórios via ESPN Internacional. O nome da companhia foi simplificado para "ESPN Inc." em fevereiro de 1985.
A ESPN se referencia não oficialmente como "O Líder Mundial em Esportes"; o slogan aparece em quase todas as transmissões, embora sua origem seja ainda desconhecida.
É o maior e principal canal esportivo do mundo.[carece de fontes?]

## História

### Primeiros anos
As raízes da ESPN estão ligadas a Bill Rasmussen, um repórter esportivo para a WWLP, uma afiliada da NBC em Springfield, Massachusetts. No meio dos anos 70, Rasmussen trabalhava pelos New England Whalers da World Hockey Association, vendendo o tempo dos comerciais nas transmissões. Seu filho Scott, um goleiro de hóquei no gelo nos tempos de universidade, era o locutor de estádio do time.
Ambos foram demitidos em 1977 e Rasmussen procurou um novo negócio. Sua ideia original era uma rede de TV a cabo (um meio razoavelmente novo a epóca) que tivesse o foco em eventos esportivos no estado de Connecticut (por exemplo, os Hartford Whalers e os Connecticut Huskies). Quando Rasmussen soube que comprar um sinal ininterrupto de satélite era bem mais barato do que comprar blocos de algumas horas durante a noite, ele expandiu seu projeto a uma rede nacional 24 horas por dia. O nome original do canal era ESP, para Entertainment and Sports Programming, mas foi modificado antes da estreia.
Executivos da Getty Oil forneceram o dinheiro e a experiência em negócios necessários para ajudar a ESPN no início.
A ESPN estreou com o início do SportsCenter, apresentado por George Grande, em 7 de setembro de 1979. Logo após, foi exibido um jogo de softbol. O primeiro resultado a ser divulgado no SportsCenter foi de tênis feminino.
Para preencher as 24 horas diárias de transmissão, a ESPN exibiu uma grande variedade de eventos esportivos que as redes abertas não mostravam aos finais de semana, incluindo futebol australiano, Copa Davis de tênis, wrestling profissional, boxe além de jogos universitários de futebol americano e basquetebol. O U.S. Olympic Festival, competição já extinta que era organizada pelo Comitê Olímpico dos Estados Unidos como uma competição de treinamento, foi também uma marca da ESPN nesse período.
Antes mesmo que a ESPN começasse suas transmissões, conseguiu convencer a NCAA a conceder os direitos de transmissão das primeiras rodadas da Divisão I do Campeonato de Basquetebol Masculino da NCAA. As transmissões eram diversas e ajudaram o basquetebol universitário a obter uma maior audiência.

### A chegada dos esportes profissionais
Em 1983, a United States Football League (USFL) fez sua estreia na ESPN e na ABC. A liga, que durou três anos e originalmente consistia de doze equipes, foi a primeira liga profissional a ser transmitida pela ESPN.
Em 1987, a ESPN conseguiu direitos parciais da National Football League. A liga concordou com o negócio contanto que a ESPN concordasse em transmitir suas partidas em TV aberta nas cidades dos times envolvidos no jogo, uma prática que continua até hoje. O ESPN Sunday Night Football duraria por 19 anos e simbolizaria a ascensão da ESPN como rede menor a uma instiuição da TV dos Estados Unidos. Na temporada 2006-2007, o Monday Night Football da ABC, durante muito tempo considerado o principal jogo da rodada da NFL, começou a ser transmitido na ESPN. Isso foi feito para aumentar a audiência do jogo de domingo a noite e fazê-lo o jogo de destaque da semana.
Em 1990, a ESPN adicionou a Major League Baseball às suas transmissões. Jogos da MLB estão até hoje na programação da ESPN e devem continuar pelo menos até 2011. Jon Miller e Joe Morgan foram os primeiros comentaristas e ocuparam estas funções até 2010.
Houve um período em que a ESPN transmitiu cada uma das quatro principais ligas esportivas dos Estados Unidos (NFL, MLB, NHL e NBA) até decidir não renovar o contrato com a National Hockey League após os problemas trabalhistas que resultaram no cancelamento da temporada 2004-2005, citando que as audiências dos programas produzidos pela ESPN eram comparáveis a dos jogos da NHL.

### Expansão
Na década de 1990 e no início da de 2000, houve um considerável crescimento da companhia. Em 1993, foi fundada a ESPN2, com Keith Olbermann e Suzy Kolber inciando as transmissões com SportsNite. Três anos depois, nasceria a ESPNews, com Mike Tirico, como primeiro âncora (hoje, Tirico é o narrador do Monday Night Football). Em 1997, a ESPN comprou a Classic Sports Network e a renomeou como ESPN Classic. A mais recente rede ESPN nos Estados Unidos, ESPNU, começou suas transmissões em 4 de março de 2005.
A ESPN Internacional começou no início da década de 1990, tomando vantagem da crescente estrutura de televisão por assinatura na Ásia, África e América Latina. No Canadá, a ESPN Inc. comprou uma parte das ações da TSN e da RDS (na verdade, o atual logotipo das duas é bem similar ao da ESPN). Em 2004, a ESPN finalmente entrou no mercado europeu lançando uma versão do ESPN Classic, e em dezembro de 2006, concordou em comprar a North American Sports Network. As três principais edições do SportsCenter vão ao ar geralmente a 1:00 ET (essa edição é reprisada durante as madrugadas), 18:00 ET e 23:00 ET.
Em 1994, devido a um movimento feminista na época, fazendo Jan-Michael Vincent parar de ser publicado, a ESPN definiu um padrão para a compreensão do papel dos esportes nos Estados Unidos com a criação da ESPN Sports Poll por Richard Luker. A Sports Poll foi o primeiro estudo diário das atividades e interesses do torcedor nos Estados Unidos. O Sporting News reconheceu os feitos da ESPN Sports Poll e de Luker em 1996.
Com os custos ascendentes das transmissões esportivas ao vivo, como os custos de 8,8 bilhões de dólares para os direitos da NFL por oito anos, "entretenimento escrito se tornou um luxo para a ESPN", analisa David Carter, diretor do Instituto de Negócios do Esporte na Universidade do Sul da Califórnia.
De 1996 em diante, a ESPN esteve profundamente integrada a ABC Sports (divisão de esportes da rede ABC). Àquele ano, Steve Bornstein, presidente da ESPN desde 1990, também foi empossado como presidente da ABC Sports. Essa integração culminou em 2006, quando as operações da ABC Sports foram fundidas com as da ESPN. Como resultado, toda a programação esportiva da ABC agora usa a marca ESPN on ABC. Porém, a ABC Sports ainda está legalmente separada da ESPN.

## História de propriedade
Como mencionado, Scott Rasmussen fundou a emissora. Antes que a emissora fosse lançada, a Getty Oil (depois comprada pela Texaco, hoje Chevron) concordou em comprar a maior parte das ações da rede. Nabisco e Anheuser-Busch também compraram ações.
Em 1984, a ABC fez um acordo com a Getty Oil para adquirir a ESPN. A ABC conseguiu 80% das ações, e vendeu os 20% restantes para a Nabisco. As ações da Nabisco foram depois vendidas para a Hearst Corporation, que possui esses 20% até hoje. Em 1986, a ABC foi comprada por 3,5 bilhões de dólares pela Capital Cities Communications. Em 1995, a Disney comprou a Capital Cities/ABC por 19 bilhões de dólares e pegou os 80% de ações da ESPN.
Ainda que a ESPN opere como uma subsidiária da Disney desde 1996, ainda é tecnicamente uma joint venture entre Disney e Hearst. Essa tecnicalidade legal é o motivo pelo qual George Bodenheimer é atribuído como presidente da ESPN e da ABC Sports, e os avisos de copyright de alguns programas da ABC Sports ainda lêem "©xxxx American Broadcasting Companies, Inc.".

## Transmissões em alta definição
Em 2004, a ESPN abriu seu centro de HDTV em Bristol, Connecticut. Todos os programas de estúdio baseados em Bristol, incluindo SportsCenter, Baseball Tonight, NFL Live, NFL Primetime, Sunday NFL Countdown, Outside The Lines, Kia NBA Shootaround, NBA Fastbreak, College Gamenight e outros são transmitidos em alta definição. Além disso, muitos dos jogos transmitidos pela ESPN são em alta definição. O primeiro programa transmitido em HD da história da ESPN foi um jogo de basquetebol universitário na University of Dayton Arena. A primeira transmissão do centro digital de Bristol foi a edição das 23:00 do SportsCenter, com Linda Cohn e Rece Davis, em 7 de junho de 2004.

## Executivos
- George Bodenheimer: Presidente da ESPN Inc.[6]
- Sean Bratches: Vice-presidente Executivo, Vendas e Marketing.[7]
- Christine Driessen: Vice-presidente Executiva e CFO.[8]
- Edwin Durso: Vice-presidente Executivo, Administração.[9]
- Chuck Pagano: Vice-Presidente Executivo e CTO.[10]
- John Skipper: Vice-Presidente Executivo, Conteúdo.[11]
- Norby Williamson: Vice-presidente Executivo, Produções Remotas e de Estúdio.[12]
- Russell Wolff: Vice-Presidente Executivo e Diretor Geral, ESPN Internacional.[13]

## Importantes direitos de transmissão na America Latina

### Automobilismo
Champ Car
- 1992-2001
- 2007-2011

Indy Racing League
- 1996-2008

National Association for Stock Car Auto Racing
- 1981-2000 (contrato com provas individuais)

National Hot Rod Association
- 1980-2000 (contrato com provas individuais)
- 2001-2013 (contrato de temporada completa)

### Basquetebol
National Basketball Association
- 1982-1984
- 2002-2025

Women's National Basketball Association
- 1997-2016

NCAA
- 1980-1990 (todas as conferências)
- Big 10 Conference: 1979-2017, ESPN Plus
- Big 12 Conference: 2008-2016, ESPN Plus
- Big East Conference: 1979-2013, ESPN Plus

### Beisebol
Major League Baseball
- 1990-2021

Little League World Series
- 1997[14]-2014

### Boliche
Professional Bowlers Association
- PBA Tour: 2000-presente

### Cricket
ESPN History of Cricket: 2009-2011
Sri Lanka Mahindra Premier League 2012 - 2015
- ESPN Play
- Cricket World Cup,
- ICC World Cup Qualifier,
- ICC World Twenty20,
- ICC T20 World Cup Qualifier
- Under 19 Cricket World Cup
- Todas as competiçoes serao mostradas apenas  no ESPN PLAY

### Futebol
FIFA
- Copa do Mundo FIFA: 1994-2014
- Copa do Mundo FIFA Sub-17: 2007
- Copa do Mundo FIFA Sub-20: 2007

UEFA
- Liga dos Campeões da UEFA: 1994-2010
- Campeonato Europeu: 2008

Major League Soccer
- 1996-2014

### Futebol Americano
National Football League
- 1987-1989 (domingos a noite; somente segunda metade da temporada)
- 1990-1997 (domingos a noite; somente segunda metade da temporada; TNT transmitia primeira metade)
- 1998-2005 (domingos a noite; temporada completa mais alguns jogos de quinta e sábado a noite)
  - 2003-2005 (Pro Bowl, direitos adquiridos da ABC)
- 2006-2021 (todos os jogos às quintas-feiras, dois jogos nos domingos à tarde, além dos jogos aos domingos a noite (direitos adquiridos da NBC), e o "Monday Night Football".

NCAA
- Jogos de Bowl: 1982-presente (contratos como jogos individuais)
- Atlantic Coast Conference: 1998-2036
- Big 10 Conference: 1979-2023
- Big 12 Conference: 2007-2025
- Big East Conference: 1991-2013
- Conference USA: 2010
- Mid-American Conference: 2003-2007
- Pacific-10 Conference: 2007-?
- Southeastern Conference: a partir de 2009
- Sun Belt Conference: 2007-?
- Western Athletic Conference: a partir de 2009
- College Football Playoff: 2014-2025

### Futebol Canadense
- Canadian Football League 2012 -???

### Futebol americano de arena
Arena Football League
- 1989-2002
- 2007-2011

### Golfe
Professional Golfers Association
- PGA Tour: 1980-2006 (contratos com torneios individuais)

Ladies Professional Golf Association
- LPGA Tour: 1979-2009

### Hóquei sobre o Gelo
National Hockey League
- 1979-1988
- 1992-2004
- 2010 a ???? * Exclusivo pro Brasil.

### Hóquei sobre a Grama
- FIH Copa do Mundo de Hoquei (A partir de 2020)
- FIH Copa do Mundo de Hoquei Feminina. (A partir de 2018)
- FIH Pro League Masculino e Feminino. (A Partir de 2018)

- Jogos transmitidos para toda america do sul apenas no espn play.

### Lacrosse
National Lacrosse League
- 1990-1995
- 2012- ???

NCAA Women's Lacrosse Championships
- 2018 - ???
- Transmissao exclusiva via ESPN PLAY para toda america do sul.

### Rugby
- Copa Heineken:2005 ao Presente
- Copa do Mundo de Rugby:2007 ao presente
- Eliminatorias da Copa:2007 ao presente

## A família de redes ESPN

### Televisão
- ESPN (1979-presente)
- ESPN International (1989-presente)
- ESPN América Latina (1989-presente)
- ESPN2 (1993-presente)
- ESPN (Brasil) (1995-presente)
- ESPNews (1996-presente)
- ESPNews HD (2008-presente)
- ESPN Classic (1997-presente)
- ESPN Classic (Canada) (2001-presente)
- ESPNHD (2003-presente)
- ESPN Deportes (2004-presente)
- ESPNU (2005-presente)
- ESPN2HD (2005-presente)
- ESPN on ABC (2006-presente, substituindo a ABC Sports)
- ESPN Plus
- ESPN PPV (1999-presente)
- ESPN Australia (2008-presente)
- ESPN Star Sports (1995-2012)
- ESPN (UK) (2009-presente)

### Internet
- «ESPN Motion»
- «ESPN 360»
- «ESPN.com»
- «ESPN.mobi»
- «ESPNDeportes.com»
- «ESPN.com.br»
- «Soccernet»
- Skate Paradise

### Rádio
- ESPN Radio (1992-presente)
- ESPN Deportes Rádio (2005-presente)
- Rádio Estadão ESPN (2011-2012) - parceria encerrada em 31 de dezembro de 2012
- Rádio ESPN Brasil - desde janeiro de 2013 e a parceria com a Rádio Capital ocorre desde 1 de julho de 2013

### Revista
- «ESPN The Magazine» (1998-presente)
- Revista ESPN (2009-presente)